# George Allen, Jr.
Pour les articles homonymes, voir George Allen et Allen.
George Felix Allen, dit George Allen, Jr., né le 8 mars 1952 à Whittier (Californie), est un homme politique américain.
Membre du Parti républicain, il est élu à la Chambre des délégués de Virginie de 1983 à 1991, puis à la Chambre des représentants des États-Unis de 1991 à 1993. Allen est par la suite gouverneur de Virginie de 1994 à 1998 et sénateur de Virginie au Congrès des États-Unis de 2001 à 2007.

## Biographie

### Famille et jeunesse
George Allen, Jr. naît en Californie et grandit à Chicago et Los Angeles.
Son père, George Herbert Allen, d'origine néerlando-irlando-écossaise, est un entraîneur renommé de football américain. Sa mère, Henrietta Lumbroso, est d'origine franco-tunisienne. Elle est membre d'une famille juive sépharade Lumbroso. Selon Allen, son grand-père maternel est prisonnier d'un camp de concentration nazi lors de la Seconde Guerre mondiale.
George Allen, Jr. est diplômé en histoire et en droit de l'université de Virginie. Il est marié et père de trois enfants.

### Carrière politique

#### Représentant des États-Unis
De 1983 à 1991, George Allen, Jr. est membre de la Chambre des délégués de Virginie, au siège détenu autrefois par Thomas Jefferson pour le 58e district. De 1991 à 1993, il est élu à la Chambre des représentants des États-Unis pendant un seul mandat, pour le 7e district de l'État. Il termine le mandat de French Slaughter, démissionnaire pour raisons de santé. À la suite du redécoupage électoral de 1992, il déménage de sa résidence dans le comté d'Albemarle, désormais dans le 5e district, à Mount Vernon, dans le 10e district, afin de commencer à préparer sa campagne pour se présenter contre le sortant Frank Wolf aux primaires. Cependant, plusieurs figures républicaines de l'État lui font savoir qu'une telle décision compromettrait leur soutien pour une candidature en 1993 au poste de gouverneur. Il renonce à se représenter à la Chambre des représentants.

#### Gouverneur de Virginie

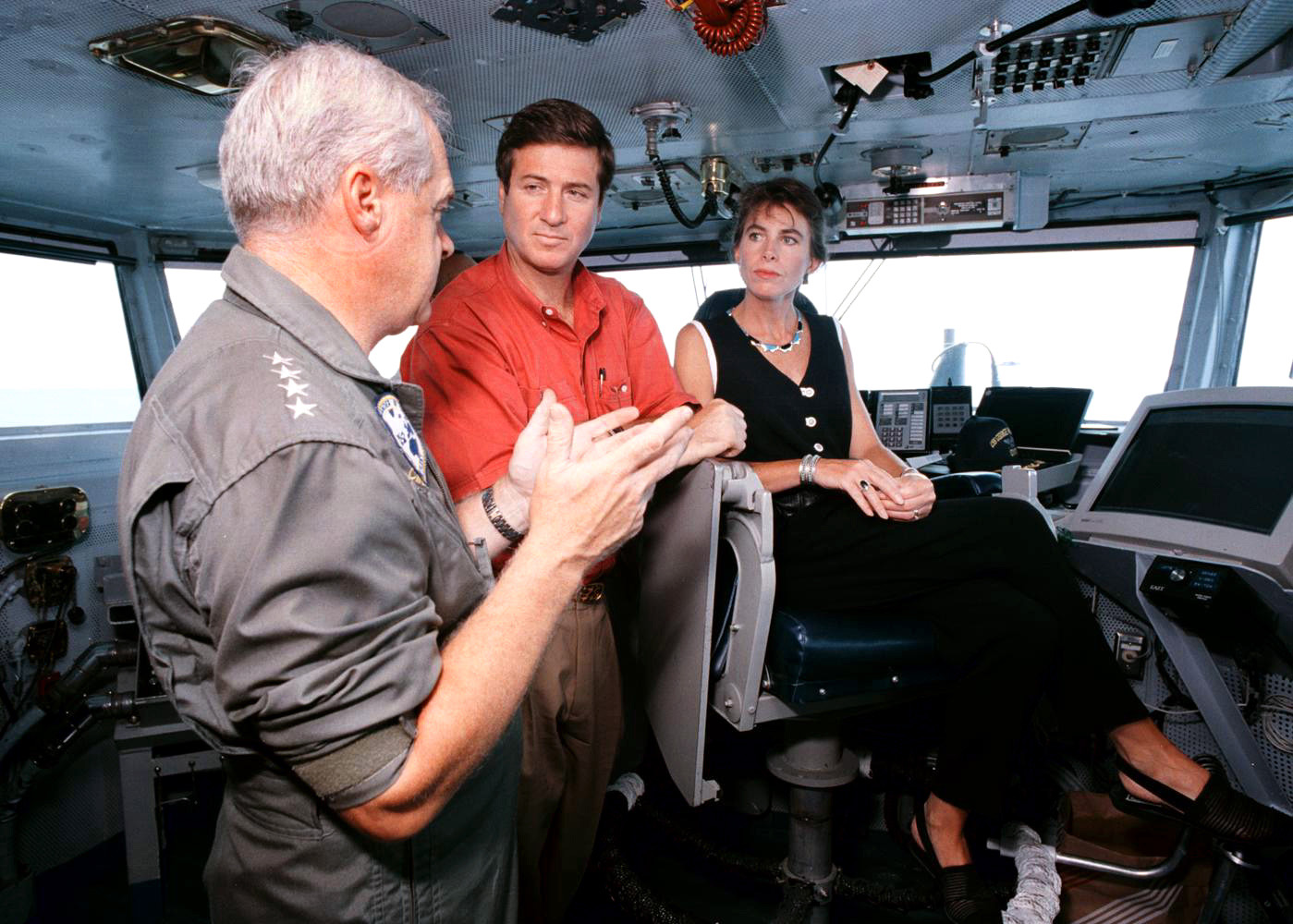
George Allen, et sa femme Susan à bord de l' en 1996.

Après avoir battu Mary Sue Terry, candidate des démocrates et ancienne procureur général d'État (1986-1993), pour le poste de gouverneur de Virginie en 1993, avec plus de 58 % des voix, Allen occupe la fonction de 1994 à 1998. Il lance sa version du « contrat avec l'Amérique » par analogie avec celui lancé au niveau national par Newt Gingrich contre Bill Clinton.

#### Sénateur des États-Unis
George Allen, Jr. est élu au Sénat des États-Unis en novembre 2000 en battant le sénateur démocrate sortant, Chuck Robb, avec 52,3 % des voix contre 47,7 %. Il est alors le seul républicain à battre un sénateur démocrate en fonction. À ce poste, il participe à trois marches du souvenir en faveur des droits civiques, corédige un texte présentant des excuses aux victimes de lynchages et à leurs descendants et proposé d'allouer un demi-milliard de dollars à des collèges noirs.
Allen est membre de la commission du Commerce, des Sciences et des Transports, de celle des Petites et moyennes entreprises et de la commission des Affaires étrangères. De 2002 à 2004, Allen est président du National Republican Senatorial Committee (NRSC) — chargé de la campagne de 2004 à la chambre haute, qui voit les républicains remporter quatre sièges supplémentaires —, poste auquel lui succède Elizabeth Dole.
Lors de la campagne électorale de 2006 pour le renouvellement de son siège au Sénat, son adversaire démocrate est Jim Webb, un vétéran du Viêt Nam dont le fils est soldat en Irak. Jusqu'au mois de septembre 2006, les sondages donnent à Allen une confortable avance sur son adversaire. Cependant, lors d'une réunion publique, il s'exclame « Bienvenue au macaque! » à l'adresse d'un militant démocrate originaire d'Asie du Sud qui avait été repéré et qui filme la réunion politique d'Allen pour le compte de Webb. La vidéo est largement diffusée sur Internet, faisant perdre à Allen l'avance dont il dispose dans les sondages. D'anciennes connaissances de celui-ci témoignent de sa propension à utiliser le mot nigger (« négro »), ce qu'il dément.
Néanmoins, à une question d'un journaliste, il ni avoir des origines juives, avant de maladroitement confirmer. Le 7 novembre 2006, au soir des résultats, il est très légèrement distancé par son adversaire démocrate. Il refuse de reconnaître sa défaite et demande un nouveau décompte. Le 8 novembre, Associated Press et les chaînes CBS et NBC attribuent la victoire à Webb au vu du décompte en cours. Le 9 novembre, Allen reconnaît sa défaite et renonce au recours légal qui consisterait à demander un décompte officiel le 27 novembre. Son concurrent démocrate Jim Webb est officiellement déclaré vainqueur avec 49,6% des suffrages, 0,4 point de plus qu'Allen.
Jusqu'à son échec pour se faire réélire sénateur, Allen est l'un des possibles prétendants à l'élection présidentielle de 2008. Il tente de regagner son siège en 2012 alors que Webb ne concourt pas à un second mandat. Les démocrates choisissent l'ancien gouverneur Tim Kaine pour concourir, ce dernier remportant le scrutin avec 52,8 % des voix contre 46,9 % à Allen.

## Distinctions
- Ordre de la Croix de Terra Mariana de première classe